# Wheel of Fortune
Wheel of Fortune est un jeu télévisé américain créé par Merv Griffin. Le programme présente une compétition dans laquelle les concurrents résolvent des puzzles de mots, similaires à ceux utilisés dans le pendu, pour gagner de l'argent et des prix déterminés en tournant une roue de carnaval géant. La version originale était diffusée dans la journée sur NBC du 6 janvier 1975 au 30 juin 1989, était déplacé à CBS le 17 juillet 1989 et y resté jusqu'au 11 janvier 1991, et retourné à NBC du 14 janvier jusqu'au 20 septembre 1991, quand il était définitivement annulé. La version quotidienne syndiquée du programme fait son début le 19 septembre 1983.
La version diurne était initialement animée par Chuck Woolery et Susan Stafford, avec Charlie O'Donnell comme annonceur. O'Donnell quitte en 1980, Woolery en 1981, et Stafford en 1982; ils ont été remplacés, respectivement, par Jack Clark, Pat Sajak, et Vanna White. Après la mort de Clark en 1988, M. G. Kelly lui succède brièvement comme annonceur jusqu'à O'Donnell retourné en 1989; O'Donnell resté sur la version diurne jusqu'à son annulation, et continué à annoncer sur la version syndiquée jusqu'à sa mort en 2010, après quoi Jim Thornton l'a remplacé. Sajak quitte la version diurne en 1989 pour animer une talk show nocturne, et fut remplacé sur cette version par Rolf Benirschke. Bob Goen remplace Benirschke quand la version diurne était déplacée à CBS, et alors restée comme hôte jusqu'à ce que la version diurne était annulée complètement. La version syndiquée a été animée en continu par Sajak et White depuis son lancement.
À partir de 2009, Wheel of Fortune possède la plus grande longévité de tout jeu télévisé syndiqué aux États-Unis, comme il a été diffusé plus de 5 000 épisodes. Dans un article de 2008, TV Guide déclaré qu'elle avait «les meilleurs classements de toute série syndiqué», et en 2013, il a pris la deuxième place quand le magazine nommé les 60 plus grands jeux télévisés de tous les temps. Le programme a aussi gagné un public dans le monde entier, avec soixante adaptations internationales. La 31e saison de la série syndiquée était lancée le 16 septembre 2013.

## Format

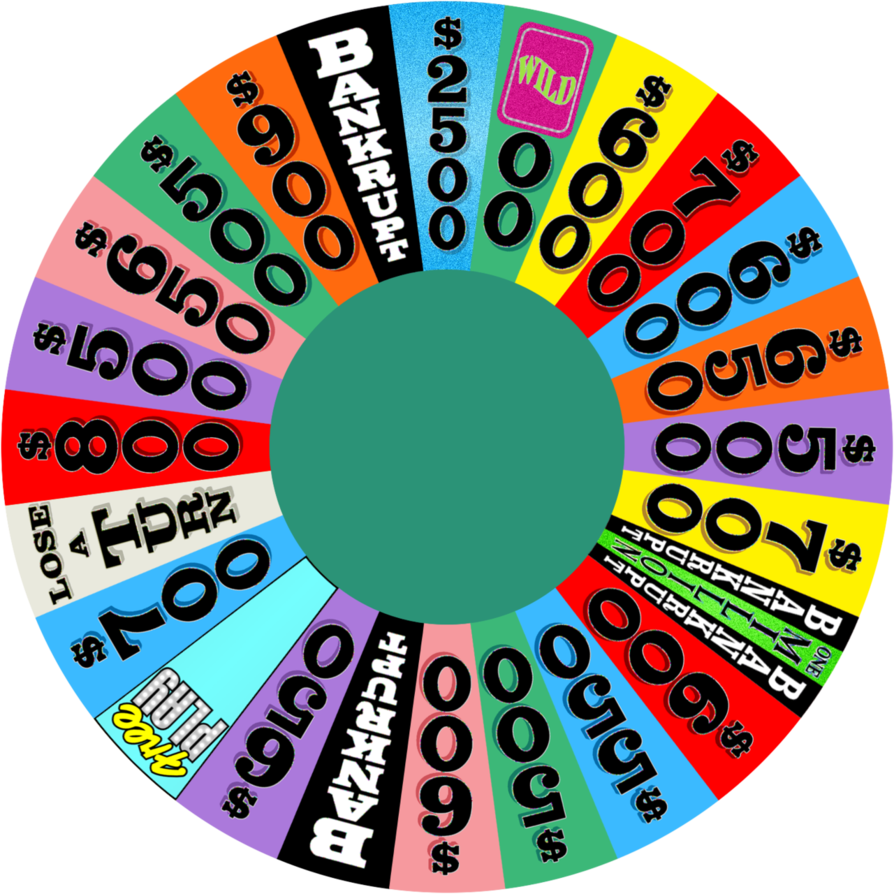
Le modèle pour la configuration plus récente de la roue en la première ronde.

Le jeu principal est basé sur le pendu (Hangman en anglais). Dans chaque ronde il existe une catégorie et une énigme de mot vide, chaque blanc représentant une lettre dans la réponse. La roue de style roulette compte 24 espaces, dont la plupart sont étiquetés avec des montants en dollars américains allant de 500 $ à 900 $, plus une valeur supérieure : 2 500 $ dans la première manche, 3 500 $ dans les deux prochaines manches, et 5 000 $ dans tous les manches subséquentes. En outre, la roue comporte deux cases Bankrupt (« Banqueroute ») et une case Lose A Turn (« Tour perdu »), qui tous deux renoncent au tour du concurrent, tandis que le premier élimine aussi tout l'argent et les prix que le concurrent a accumulé dans la ronde. Chaque jeu présente trois concurrents (ou occasionnellement, trois équipes de deux joueurs), dont chacun est positionné derrière un tableau indicateur qui, basé sur sa position dans la perspective du spectateur, est de couleur rouge, jaune, ou bleu. Un concurrent tourne la roue pour déterminer une valeur monétaire et deviner une consonne. Appeler une lettre correcte gagne la valeur en face de la bandelette du concurrent, multiplié par les occurrences de la lettre deviné dans le puzzle. À tout moment pendant un tour, un concurrent avec suffisamment d'argent peut acheter une voyelle pour un taux forfaitaire de 250 $ jusqu'à ce que toutes les voyelles dans le puzzle ont été révélées. Appeler une lettre correcte maintient la roue dans le contrôle du concurrent ; frapper Lose A Turn ou Bankrupt, appeler une lettre qui n'est pas dans le puzzle, appeler une lettre qui a déjà été appelé durant la ronde, ou donner une réponse incorrecte tout passent le contrôle à le joueur suivant dans le sens horaire de la perspective du spectateur. La seule exception est le cale Free Play (lit. « Jeu Libre »), sur lequel le joueur peut appeler une consonne pour 500 $ par occurrence, appeler une voyelle libre, ou résoudre l'énigme, sans aucune pénalité pour une lettre ou réponse incorrecte.
Dans les trois premières rondes, la roue contient trois balises spéciales: le Wild Card, qui peut être utilisé pour appeler une consonne additionnelle après un tour ou dans le ronde de bonus; le Gift Tag (« Balise de cadeau »), qui offre 1 000 $ en crédit sur des achats de la compagnie commanditaire; et les deux balises ½ Car (« Demi-voiture »), qui attribuent une voiture si le concurrent gagne la ronde dans laquelle il est réclamé. Contrairement aux autres balises, les balises ½ Car sont remplacées cours des rondes subséquentes, sauf si la voiture est gagnée. Une cale spéciale dans les deux premières rondes décerne un prix qui est décrit par l'annonceur avant la première ronde. Toutes les balises et le cale de prix se trouvent sur cales de 500 $, ainsi appeler une consonne correcte sur un d'eux attribuent non seulement le prix, mais aussi 500 $ par consonne. Les trois premières manches contiennent aussi une cale spéciale qui, si réclamée et prise à la ronde de bonus, offre la possibilité de jouer la ronde de bonus pour 1 000 000 $. Un concurrent doit résoudre l'énigme pour maintenir tout l'argent, les prix et les extras accumulés au cours de cette ronde, à l'exception du Wild Card, une fois que cela est ramassé, il est maintenu jusqu'à ce que le concurrent soit il perd à Bankrupt ou l'utilise. Bankrupt n'affecte pas les pointages des rondes précédentes, mais il élimine le Wild Card, les balises ½ Car, et/ou le cale de 1 000 000 $ si revendiquée dans un round précédent.
Chaque jeu comporte également trois des puzzles Toss-Up, qui révèlent le puzzle d'une lettre aléatoire à la fois, et attribuent l'argent à celui qui sonne à la bonne réponse. Le premier détermine qui est interviewé premier, le deuxième détermine qui commence la ronde 1, et le troisième détermine qui commence la ronde 4; respectivement, ceux-ci sont évalués à 1 000 $, 2 000 $ et 3 000 $. En plus de ceux-ci, chaque jeu possède un minimum de quatre rondes. Les rondes 2 et 3 sont respectivement ouvertes par les deux joueurs suivants dans le sens horaire du joueur qui a commencé la ronde 1.
La ronde 2 comporte deux Mystery Wedges («Cales de mystère»). Un concurrent qui débarque sur un des cales peut accepter 1 000 $ par lettre correcte, ou renoncer à ce montant pour tourner le cale et voir si son inverse contient un prix de 10 000 dollars en espèces ou un Bankrupt. Une fois un des Mystery Wedges est tourné, l'autre devient un espace régulier de 1 000 $ et ne peut pas être tourné. La ronde 3 est un Prize Puzzle Round («Ronde de prix»), qui offre un prix (généralement un voyage) pour le concurrent qui le résolvent. À partir de la saison 31, un Express Wedge («Cale expresse») est aussi mis sur la roue dans la ronde 3. Un concurrent qui débarque sur cet espace et appelle une consonne qui apparaît dans le puzzle reçoit 1 000 $ par apparition. Le concurrent peut alors soit «passer» et continuer son tour normalement, ou «jouer» et continuer l'appel des consonnes pour 1 000 $ chacun (sans essorage) et l'achat de voyelles pour 250 $. L'Express Play se termine lorsque le concurrent appelle une lettre incorrecte, qui a le même effet que l'atterrissage sur la cale Bankrupt, ou résolve le puzzle,. La ronde finale se joue toujours au moins en partie comme le Speed-Up Round (lit. «Ronde de l'accélération»), dans lequel l'hôte donne à la roue un Final Spin (lit. «Tour final») pour déterminer la valeur de chaque lettre en ajoutant 1 000 $ à la valeur qui s'arrête avant la flèche du concurrent rouge, et les voyelles sont gratuites. Les concurrents appellent une lettre à la fois, et possèdent trois secondes pour résoudre si cette lettre apparaît dans le puzzle. Le jeu procède de gauche à droite, en commençant par le concurrent qui était en contrôle de la roue au moment du Final Spin, jusqu'à ce que le puzzle est résolu. Après le Speed-Up Round, les gains totaux des trois concurrents sont comparés. Les concurrents qui ne parviennent pas à gagner de l'argent et des prix dans le jeu sont récompensés par un prix de consolation de 1 000 $. Le concurrent avec le plus de gains au total gagne le jeu et avance à la $100,000/$1,000,000 Bonus Round (lit. «Ronde de bonus de 100 000 $ / 1 000 000 $»).
Dans la ronde de bonus, le gagnant tourne une petite roue, connue sous le nom Bonus Wheel («Roue de bonus»), avec 24 enveloppes pour déterminer le prix. Il est donné une catégorie, et un puzzle dont chaque instance de R, S, T, L, N, et E est révélé; après avoir fourni trois consonnes en plus et une voyelle, le concurrent possède dix secondes pour résoudre le puzzle. Peu importe si le tour est gagné ou perdu, l'hôte révèle le prix dans l'enveloppe à la fin de la ronde. Dans la ronde de bonus les montants varient de 30 000 $ à 50 000 $ par tranche de 5 000 $, et une des enveloppes contient le premier prix de 100 000 $. Si le concurrent possède le Million Dollar Wedge, le premier prix est remplacé par un prix de 1 000 000 $. Le prix de 1 000 000 $ a été attribué à deux concurrents : Michelle Loewenstein sur l'épisode diffusé le 14 octobre 2008, et Autumn Erhard sur l'épisode diffusé le 30 mai 2013. Les gagnants du prix 1 000 000 $ peuvent recevoir en versements échelonnés sur 20 ans, ou en une somme forfaitaire de la valeur actuelle de cette somme.

## Production
Wheel of Fortune est détenu par Sony Pictures Television (anciennement connu sous le nom de Columbia TriStar Television, la société succédant à la société de production originale Merv Griffin Enterprises). La société de production et le détenteur des droits d'auteur de tous les épisodes à ce jour sont Califon Productions, Inc., qui, comme SPT, a Sony Pictures en tant qu'agent enregistré actif, et dont le nom provient d'une ville du New Jersey où Griffin possédait autrefois une ferme. Les droits de distribution de l'émission dans le monde entier sont détenus par CBS Media Ventures, dans laquelle le distributeur original King World Productions a été fusionné en 2007.
Wheel of Fortune a été initialement enregistré aux studios NBC de Burbank. Les quatorze premières années de la série en journée, ainsi que les six premières de la série en syndication, ont été tournées dans le Studio 4.
À la fin de la saison télévisée 1988-1989, qui a vu NBC retirer la série en journée de sa programmation, Wheel a quitté Burbank et la production a déménagé à CBS Television City à Los Angeles. Tant la série nocturne que la série en journée relancée ont été enregistrées dans le Studio 33 lors du déménagement. La série en journée est restée en production jusqu'en 1991, date à laquelle elle était revenue à NBC, tandis que la série en syndication est restée à Television City jusqu'en 1995. Après cela, l'émission a déménagé dans ses locaux actuels aux Sony Pictures Studios à Culver City, où elle occupe le Studio 11. Certaines émissions sont également enregistrées en extérieur, une tradition qui a commencé avec deux semaines d'émissions enregistrées au Radio City Music Hall à la fin de l'année 1988. Les sessions d'enregistrement durent généralement cinq ou six épisodes en une journée.

## Réception
Wheel of Fortune a longtemps été l'un des programmes les mieux notés de la télévision en syndication aux États-Unis. Il était l'émission la mieux notée de toute la syndication avant d'être détrôné par Deux hommes et demi en 2010,. Le Wheel en syndication a partagé le Daytime Emmy Award de la meilleure émission de jeu/participation du public avec Jeopardy! en 2011, et Sajak a remporté trois Daytime Emmys du meilleur animateur d'émission de jeu en 1993, 1997 et 1998. Dans un numéro de 2001, TV Guide a classé Wheel au 25e rang parmi les 50 meilleures émissions de jeu de tous les temps, et en 2013, le magazine l'a classé au 2e rang de sa liste des 60 meilleures émissions de jeu de tous les temps, juste derrière Jeopardy! En août 2006, l'émission a été classée 6e sur la liste des 50 meilleures émissions de jeu de GSN.
Wheel a fait l'objet de nombreuses nominations lors de la spéciale des Game Show Awards de GSN, diffusée le 6 juin 2009. L'émission a été nommée pour la meilleure émission de jeu, mais a perdu face à Es-tu plus intelligent qu'un élève de 5e ?. Sajak et White ont été nommés pour le meilleur animateur d'émission de jeu, mais ont perdu face à Howie Mandel de Deal or No Deal; et O'Donnell a été considéré pour le meilleur annonceur, mais a perdu face à Rich Fields de The Price Is Right. L'une des phrases célèbres prononcées par les candidats, « Je voudrais acheter une voyelle », a été considérée pour la phrase d'accroche préférée de l'émission de jeu, mais a perdu face à « Venez vous joindre à nous ! », la phrase d'accueil de l'animateur accueillant les nouveaux candidats de Price. L'effet sonore entendu au début d'un nouveau tour de jeu régulier a remporté le prix de l'effet sonore préféré de l'émission de jeu. Le son entendu lorsque la roue atterrit sur Faillite a également été nommé. Malgré son retrait de l'émission depuis près d'une décennie à ce moment-là, Changing Keys a été nommée pour la meilleure chanson thème d'émission de jeu. Cependant, elle a perdu face à la composition de son collègue Griffin, "Think!" de Jeopardy!
Un hall de la renommée honorant Wheel of Fortune fait partie de la visite des Sony Pictures Studios, et a été introduit dans l'épisode diffusé le 10 mai 2010. Situé dans le même studio que l'installation d'enregistrement de l'émission, ce hall de la renommée présente des souvenirs liés à l'histoire en syndication de Wheel, notamment des accessoires retirés, des produits dérivés classiques, des photographies, des vidéos et une vitrine spéciale dédiée à la garde-robe de White,. Deux ans plus tard, en 2012, l'émission a été honorée avec un Ride of Fame sur un bus à deux étages de visite à New York.